# Donja Burgundija
Donja Burgundija (fr. Basse Bourgogne), također poznata i kao Cisjuranska Burgundija (lat. Cisjurania Burgundia), Cisjuranija  bila je kraljevstvo na području današnje jugoistočne Francuske u ranome srednjem vijeku. Bilo je omeđeno Sredozemnim morem na jugu, Septimanijom na jugozapadu, Akvitanijom na zapadu, Gornjom Burgundijom na sjeveru i Kraljevinom Italijom na istoku.

## Povijest
Nastala je 879. za vrijeme raspada karolinškog Franačkog Carstva. Te je godine umro zapadnofranački kralj Luj Mucavac, a njegovim nasljednicima su proglašeni maloljetna braća Luj III. i Karloman. Tu odluku nisu prihvatili vodeći plemići i biskupi u dolini Rhone, te su za kralja oblasti Provanse (Donje Burgundije) proglasili lokalnog plemića Bosu. Boso se pokazao vojničkim nesposobnim, te su do 882. većinu njegovih teritorija zauzele kraljeve pristaše. 
Nakon Bosove smrti je njegov teritorij 887. naslijedio sin Louis Slijepi koji je godine 888. okrunjen za drugog kralja Donje Burgundije. U političkom metežu nastalom smrću cara Karla Debelog je dovoljno ojačao da od Donje Burgundije stvori bazu iz koje će utjecati na zbivanja u susjednoj Italiji. Adalbert II. od Toskane ga je pozvao u pomoć protiv kralja Berengara. Godine 901. je Louis porazio Berengara, te je okrunjen za cara. Taj je uspjeh, međutim, bio kratoktrajan; u dva je nova pohoda Louis poražen, zarobljen i na kraju oslijepljen. Kao regenta je odabrao provansalskog grofa Huga, koji je 924. izabran za kralja Italije, a 928. je naslijedio Louisa kao posljednji kralj Donje Burgundije. Hugo je pet godina kasnije sklopio sporazum sa svojim dotadašnjim neprijateljem Rudolfom od Gornje Burgundije predavši mu vlast nad Donjom Burgundijom. Tako je Donja Burgundija prestala postojati te je osnovana Kraljevina Burgundija, poznata i kao Arelatsko Kraljevstvo, entitet koji će se održati do 1378.